# Янко Динков
Янко Динков Георгиев (роден на 16 март 1937) е бивш български футболист, а впоследствие дългогодишен треньор по футбол. Водил е редица клубове в България и чужбина.

## Биография

### Като футболист
Като футболист Динков играе на постовете полузащитник и нападател за Марек (Дупница) и Академик (София), но рано прекратява състезателната си кариера и се отдава на треньорството.

### Като треньор
През 1958 г. завършва ВИФ „Георги Димитров“ (НСА) със специалност футбол. Учи при проф. Венцислав Ангелов, доц. Стоян Петров и гл. ас. Никола Аладжов. Открива ДЮШ на Марек. Първите му възпитаници са Сашо Паргов, Кирил Миланов, Иван Кючуков, Георги Станкев, Йордан Самоковлийски и тримата братя Шалдупови. От 1963 г. е помощник-треньор с наставници Любомир Петров, Кирил Тишански, Кирил Чипев, Димитър Миланов и Иван Радоев. Като старши треньор започва през 1973/74 в Б група. Вкарва Марек в А група през сезон 1976/77 и заема трето място в елита. За купата на УЕФА през сезон 1977/78 Марек елиминира Ференцварош след 3:0 и 0:2 и губи от Байерн (с треньор Детмар Крамер) след 0:3 и 2:0. През сезон 1977/78 е носител на КСА като бие на финала ЦСКА с 1:0. За КНК през сезон 1978/79 играе с Абърдийн (с треньор Алекс Фъргюсън) – 3:2 и 0:3. През 1979 г. е старши треньор на А националния отбор. От 1981 до 1983 г. e треньор и на олимпийския отбор. През сезон 1983/84 води Славия. През 1985 и 1987 г. прави дубъл с Омония (Кипър) – в състава са Спас Джевизов и Бойко Димитров. През 1987 г. е селекционер в БФС. За две години – 1988 – 1990 г. е треньор на Африка спор (Кот д'Ивоар) и взима требъл. През 90-те е треньор на Марек във В група, Пирин в Б група и Миньор и Добруджа в А група.
„Заслужил треньор“ (1978) и носител на златната значка на БФС.